# Geoffroy Ier (vicomte de Châteaudun)
Pour les articles homonymes, voir Geoffroy Ier.
Geoffroy Ier (Gauzfred Ier), mort après 985, est le premier de la lignée des vicomtes de Châteaudun, vassaux de la maison de Blois.

## Biographie
Geoffroy est le fondateur de la maison de Châteaudun et du Perche, qui a donné naissance à la maison Plantagenêt. Une hypothèse fait de la lignée de Geoffroy une branche des Rorgonides, autrement dit des descendants de Rorgon Ier du Maine.
On sait peu de choses sur Geoffroy, si ce n'est qu'il est étroitement associé à Hardouin, archevêque de Tours.
Geoffrey épouse Ermengarde, d'une famille inconnue, qui lui donne un enfant :
- Hugues Ier, futur vicomte de Châteaudun.

À la mort de Geoffroy, la vicomté de Châteaudun est transmise à son fils.
Il existe plusieurs hypothèses sur Geoffroy et sa descendance. L'une d'entre elles, notable, est que Geoffroy et Hugues sont une seule et même personne[réf. souhaitée], Ermengarde étant la première épouse de Geoffroy, et Hildegarde, l'épouse de Hugues, la seconde.